# Pontos (mytologie)
Pontos (latinsky Pontus) je v řecké mytologii synem bohyně země Gaie. Je bohem vnitřního moře, přístupného lidem.
Pontos je jedním z nejstarších bohů, matka země Gaia ho zrodila sama ze sebe, a to ještě dříve než svého dalšího významného syna Ókeana, vládce vnějšího moře a také vládce mořské říše boha Poseidóna. Každý z těchto mořských velikánů má moc nad jinou sférou vodstva. Bůh Pontos ovládá Středozemní moře, Rudé moře, Černé moře a jiná další.
Bohyně Gaia vstoupila do manželství s Pontem a mají tyto významné potomky:
- Néreus - mořský bůh, přívětivý k lidem, zvaný „Mořský stařec“
- Forkýs - mořský bůh, strážce moří, hlídač mořských nestvůr
- Kétó - mořská bohyně, která zosobňuje všechny hrůzy na moři a v něm
- Thaumás - bůh přírodních úkazů na moři
- Eurybia - představuje sílu širého moře, je to matka Astraia, otce hvězd a větrů.

Název pontos v řečtině znamená obecně moře, zeměpisně Černé moře a zemi na jeho jižním pobřeží.